# Delincourt
Delincourt é uma comuna francesa na região administrativa de Altos da França, no departamento de Oise. Estende-se por uma área de 8,05 km². Em 2010 a comuna tinha 497 habitantes (densidade: 61,7 hab./km²).